# Micralarctia semipura
Micralarctia semipura är en fjärilsart som beskrevs av Max Bartel 1903. Micralarctia semipura ingår i släktet Micralarctia och familjen björnspinnare. Inga underarter finns listade i Catalogue of Life.